# فال أ. براونينج
فال أ. براونينج (بالإنجليزية: Val A. Browning)‏ هو شخصية أعمال أمريكي، ولد في 20 أغسطس 1895 في أوغدن في الولايات المتحدة، وتوفي بنفس المكان في 16 مايو 1994.